# Armée patriotique rwandaise Football Club
Pour les articles homonymes, voir APR.
Maillots
Actualités
L'Armée Patriotique Rwandaise FC (ou APR FC) est un club rwandais de football basé à Kigali.

## Histoire
Fondé le 1er juin 1993, le club remporte son premier titre de championnat en 1995.
APR FC participe à de nombreuses reprises aux compétitions continentales (Ligue des champions africaine et Coupe de la confédération notamment).
En 2022, sous la houlette de l'entraîneur Mohammed Adil Erradi, le club a atteint le deuxième tour de la Ligue des champions de la CAF pour la première fois de l'histoire du club.

## Palmarès
- Championnat du Rwanda (23)
  - Champion : 1995, 1996, 1999, 2000, 2001, 2003, 2005, 2006, 2007, 2009, 2010, 2011, 2012, 2014, 2015, 2016, 2018, 2020[2], 2021[3], 2022, 2023, 2024, 2025

- Coupe du Rwanda (13)
  - Vainqueur : 1995, 1996, 1999, 2000, 2002, 2006, 2007, 2008, 2010, 2011, 2012, 2014, 2017
  - Finaliste : 2001, 2016, 2022

- Supercoupe du Rwanda (3)
  - Vainqueur : 2002, 2016, 2018
  - Finaliste : 2017, 2022, 2023

- Coupe Kagame (3)
  - Vainqueur : 2004, 2007, 2010
  - Finaliste : 1996, 2000, 2005, 2013, 2014

## Football féminin
L'équipe féminine de l'APR FC remporte le championnat du Rwanda féminin de deuxième division en 2024.